# إدوارد جون هوران
إدوارد جون هوران هو قسيس كندي، ولد في 26 أكتوبر 1817 في مدينة كيبك في كندا، وتوفي في 15 فبراير 1875 في كينغستون في كندا.